# Syberia III
Syberia III est un jeu vidéo d'aventure en point and click développé par Koalabs et édité par Anuman Interactive sous son label Microïds. Le jeu est sorti sur PlayStation 4, Xbox One et PC le 20 avril 2017 en Europe et le 25 avril 2017 en Amérique du Nord, et sortira sur Nintendo Switch le 18 octobre 2018 . Des versions iOS, Android sont également prévues.
Le jeu est conçu par Benoît Sokal, déjà auteur de Syberia (2002) et Syberia II (2004). Après une fin longtemps ouverte du dernier volet, ce nouveau Syberia reprend directement les aventures de notre protagoniste.

## Synopsis
Nous retrouvons Kate Walker, après avoir aidé Hans Voralberg à atteindre la fameuse île de Syberia. Elle est retrouvée par les Youkols mourante près d'un lac glacé. Ces derniers vont l'amener à la clinique du village, Valsembor. Cependant, les employés de la clinique ne semblent pas souhaiter que Kate quitte de sitôt la clinique. Elle est bientôt amenée à quitter cette prison clandestinement. Kate deviendra une fugitive qui accompagnera le peuple Youkol en pleine transhumance. Durant son voyage, elle fera la connaissance de plusieurs autres personnages qui l'aideront par la suite et elle retrouvera même un vieil ami.

## Bande-son

### Doublage francophone
Liste basée sur les crédits du jeu :
- Françoise Cadol : Kate Walker
- Hubert Drac : Oscar, voix additionnelles
- Laurence Flahaut : Ayawaska, Katerina Drozdolova, voix additionnelles
- Emmanuel Rausenberger : Kurk, Vlad le réparateur, ébéniste youkol, voix additionnelles
- Mickaël Troude : Capitaine Odo, Nic Cantin, docteur Helmut Mangöling, douanier, officier de police de Valsembor, voix additionnelles
- Marie Polet : Docteure Olga Efimova, Sarah Steiner, voix additionnelles
- Jérémy Zylberberg : Simon Steiner, Bouruth, Anton, voix additionnelles
- Bernard Debreynne : Docteur Zamiatine, le maire Bouliakine, Leon, voix additionnelles
- Jacques Herlin : le Colonel, le youkol Blacksmith, le veilleur, voix additionnelles
- Anne-Gaëlle Ponche : Dunyasha Doubrovskaïa-Ti Kah, voix additionnelles

### Musique
Tout comme Syberia II en 2004, les musiques du jeu sont composées par Inon Zur.

## Système de jeu
Syberia I et II, notamment sortis sur ordinateur, étaient basés sur un système classique de point and click. Syberia III, prévu sur console et appareils mobiles, est plus complexe. D'abord, certains angles de caméra doivent être changés afin de résoudre certaines énigmes et interagir avec les objets. Ensuite, il ne suffit plus, pour se déplacer, de cliquer là où l'on souhaite aller. Ces nouveaux mouvements, plus naturels à la manette ou à l'écran tactile qu'à la souris, se compensent avec les touches du clavier. Cette différence, qui alourdit le gameplay traditionnel de la série sur ordinateur aura un impact négatif sur les critiques du nouvel opus dans la presse vidéo-ludique. (voir section "Accueil").

## Développement

### Annonces
La sortie de Syberia 3 a été annoncée puis repoussée à de nombreuses reprises avant d'être effective en 2017. Le projet est évoqué pour la première fois en novembre 2004 à l'occasion d'une interview organisée par le webzine L'Inventaire : Mathieu Larivière, membre de Microïds, affirme à cette occasion que le retour de l'héroïne Kate Walker pour un troisième opus « est en discussion ». Le projet n'est cependant pas lancé.
À la suite du rachat de Microïds par Anuman Interactive en 2009, Anuman annonce le 1er avril 2009 que Syberia 3 sortira sur PC et PlayStation 3 en juin 2010. En mai 2010, l'éditeur annonce que le jeu ne sortira finalement pas avant l'année 2011, sans donner davantage de précisions. En février 2011, Benoît Sokal explique dans une interview pour Planète Aventure que le projet Syberia 3 n'est en réalité pas commencé (« pas même un début de scénario »), à cause d'un manque de capacités financières de l'éditeur. Dans ce même entretien, Benoît Sokal déclare : « Syberia 3 n'est pas pour un futur proche ».
À la fin de 2012, Anuman Interactive annonce finalement la signature d'un accord avec Benoît Sokal pour la mise en chantier du jeu, avec une date de sortie estimée à l'année 2015. En août 2013, Microïds annonce la mise en production du jeu et indique que le scénario ainsi que le game design sont déjà presque terminés ; le jeu connaîtra une sortie multiplateforme, sans précision supplémentaire sur les plates-formes exactes concernées. Syberia 3 sort finalement le 20 avril 2017 sur PC, Xbox One et PlayStation 4.

### Réalisation
Pour la réalisation du jeu, Benoît Sokal travaille en collaboration avec Elliot Grassiano, fondateur de Microïds ayant déjà encadré les productions de Syberia et Syberia II. Benoît Sokal a exprimé sa satisfaction vis-à-vis de cette collaboration.

## Accueil
L'agrégateur de critiques Metacritic attribue au jeu une moyenne de 53 % pour 22 tests. Les reproches faits sont principalement une réalisation technique aux abois (réalisation graphique et animations datées, soucis de framerate et bugs) et un gameplay bancal notamment sur PC (abandon du système point and click).
- Gamekult : 3/10[11]
- Jeuxvideo.com : 13/20[12]

## Produits dérivés
À l'occasion de la sortie de Syberia III, la franchise devient transmédiatique : la sortie du troisième jeu vidéo est accompagnée de plusieurs parutions. Un roman Syberia reprend l'histoire de Kate Walker sur les deux premiers jeux. Une bande dessinée Syberia, dont le premier tome reprend l'histoire de Hans Voralberg, est également publiée. Un artbook également nommé Syberia a aussi été édité et regroupe des croquis, concepts et dessins de la trilogie.

## Suite
En août 2019, Microïds et Benoît Sokal annoncent qu'un quatrième jeu de la franchise est en développement depuis 18 mois. Intitulé Syberia : The World Before, il formera la suite directe de Syberia III sur le plan narratif, mais reviendra aux mécanismes de pointer et cliquer des deux premiers volets afin de tenir compte des reproches fait au troisième.